# Patrizia Medail
Patrizia Medail Occioni Bonaffons (Bologna, 15 novembre 1945) è un'ex sciatrice alpina e artista italiana.

## Biografia

### Attività sportiva
Specialista delle prove tecniche, Patrizia Medail debuttò in campo internazionale in occasione delle Silberkrugrennen 1962 (Badgastein, 17-19 gennaio), dove non completò lo slalom speciale, e ai IX Giochi olimpici invernali di Innsbruck 1964 (29 gennaio-9 febbraio), sua unica presenza olimpica e iridata, si classificò 19ª nello slalom gigante, la sola gara nella quale prese il via.
Nel 1968 ha partecipato alle Universiadi invernali di Innsbruck.

### Attivita artistica
Ha partecipato alla 54ª Biennale Arte di Venezia del 2011.